# Samuel de Champlain
Samuel de Champlain (cerca de 13 de agosto de 1567 - 25 de dezembro de 1635) foi um francês colono, navegador, cartógrafo, desenhista, soldado, explorador, geógrafo, etnólogo, diplomata e cronista. Ele fez entre 21 e 29 viagens pelo Oceano Atlântico, e fundou Quebec, e a Nova França, em 3 de julho de 1608. Uma figura importante na História canadense, Champlain criou o primeiro mapa costeiro preciso durante suas explorações e fundou vários assentamentos coloniais.

## Vida
Nascido em uma família de marinheiros, Champlain começou a explorar a América do Norte em 1603, sob a orientação de seu tio, François Gravé Du Pont. Após 1603, a vida e a carreira de Champlain consolidaram-se no caminho que ele seguiria pelo resto de sua vida. De 1604 a 1607, ele participou da exploração e colonização do primeiro assentamento europeu permanente ao norte da Flórida, Port Royal, Acadia (1605), bem como do primeiro assentamento europeu que se tornaria Saint John, New Brunswick (1604). Em 1608, ele estabeleceu o assentamento francês que agora é a cidade de Quebec. Champlain foi o primeiro europeu a descrever os Grandes Lagos, e publicou mapas de suas viagens e relatos do que aprendeu com os nativos e com os franceses que viviam entre os nativos. Ele formou relacionamentos de longa data com os Montagnais e Innu locais e, mais tarde, com outros mais a oeste - tribos do (Rio Ottawa, Lago Nipissing e Baía Georgiana) e com Algonquin e Wendat; ele também concordou em fornecer assistência nas Guerras dos Castores contra os iroqueses. No final do ano de 1615, Champlain voltou para Wendat e ficou com eles durante o inverno, o que lhe permitiu fazer as primeiras observações etnográficas dessa importante nação, cujos eventos constituem a maior parte de seu livro Voyages et Descovvertvres faites en la Novvelle France, depuis l'année 1615 publicado em 1619. 
Em 1620, Luís XIII da França ordenou que Champlain parasse de explorar, retornasse a Quebec e se dedicasse à administração do país. Em todos os sentidos, exceto o título formal, Samuel de Champlain serviu como governador da Nova França, um título que pode ter estado formalmente indisponível para ele devido ao seu status não nobre. Ele estabeleceu empresas comerciais que enviavam mercadorias, principalmente peles, para a França, e supervisionou o crescimento da Nova França no vale do Rio São Lourenço até sua morte, em 1635.

Champlain é homenageado como o "Pai da Nova França", "Pai da Acádia", ou em francês "Pere de la Nouvelle France", com muitos lugares, ruas e estruturas no nordeste da América do Norte com seu nome, principalmente o Lago Champlain.